# Kapala

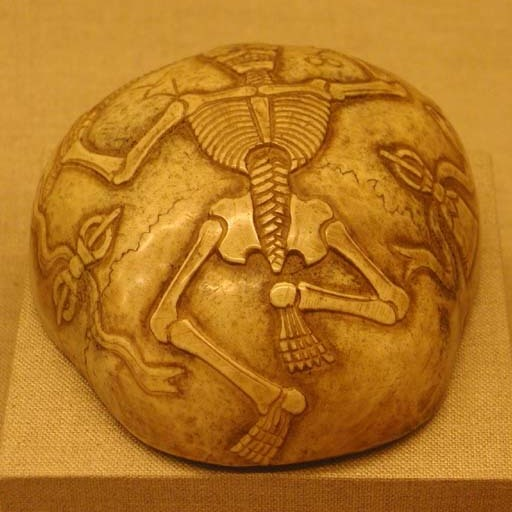
Tybetańska kapala

Kapala (sanskryt: „czaszka”) – w niektórych nurtach śiwaizmu oraz w buddyzmie tybetańskim rytualne naczynie wykonane z ludzkiej czaszki. Buddyjska winaja, czyli reguła zakonna zabrania co prawda posługiwania się czaszkami, ale w symbolicznym znaczeniu pozostała nazwa kapala na oznaczenie miseczki żebraczej, jako przypomnienia przemijalności życia. Pomimo to wykorzystuje się niekiedy naczynia z ludzkich czaszek w tantrycznym nurcie buddyzmu w Nepalu i Tybecie.